# 14961 d'Auteroche
14961 d'Auteroche eller 1996 LV3 är en asteroid i huvudbältet som upptäcktes den 8 juni 1996 av den belgiske astronomen Eric W. Elst vid La Silla-observatoriet. Den är uppkallad efter den franske astronomen Jean-Baptiste Chappe d'Auteroche.
Asteroiden har en diameter på ungefär 7 kilometer.